# Rabik
Rabik – niewielki, zmeliorowany ciek wodny, lewobrzeżny dopływ Wieprza. Wypływa pomiędzy wsiami Bronisławka i Wola Osińska, a wpływa do Wieprza w Niebrzegowie. Długość Rabika wynosi około 17 km. Jego głównym dopływem jest Rabik Drugi. Zasilają go też inne cieki. Przepływa przez następujące miejscowości: Wola Osińska, Osiny, Bałtów, Niebrzegów.